# Björknäs en Harrviken
Björknäs en Harrviken is een dubbeldorp (småort) binnen de Zweedse gemeente Luleå. De twee dorpen liggen in een lintbebouwing aan de Sändöfjärden, een fjord van de Botnische Golf. De dorpen liggen op de voormalige eilanden Hertsön en Hertsölandet, wat inmiddels een kunstmatig schiereilanden zijn geworden.
Bestuurscentrum: Luleå (Tätort)
Tätort: Alvik · Antnäs · Bälinge · Bensbyn · Bergnäset · Brändön · Ersnäs · Gammelstad · Jämtön · Kallax · Karlsvik · Klöverträsk · Måttsund · Persön · Råneå · Rutvik · Södra Sunderbyn
Småort: Ale · Ängesbyn · Avan · Björknäs en Harrviken · Björsbyn · Böle · Börjelslandet · Brännan · Bränslan · Fällträsk · Gäddvik · Hagaviken · Midbyn · Mörön · Niemisel · Norra Gäddvik · Örarna · Reveln · Smedsbyn · Södra Prästholm · Sundom · Vitå
Overig: Alhamn · Skäret · Niemiholm